# Fitnes

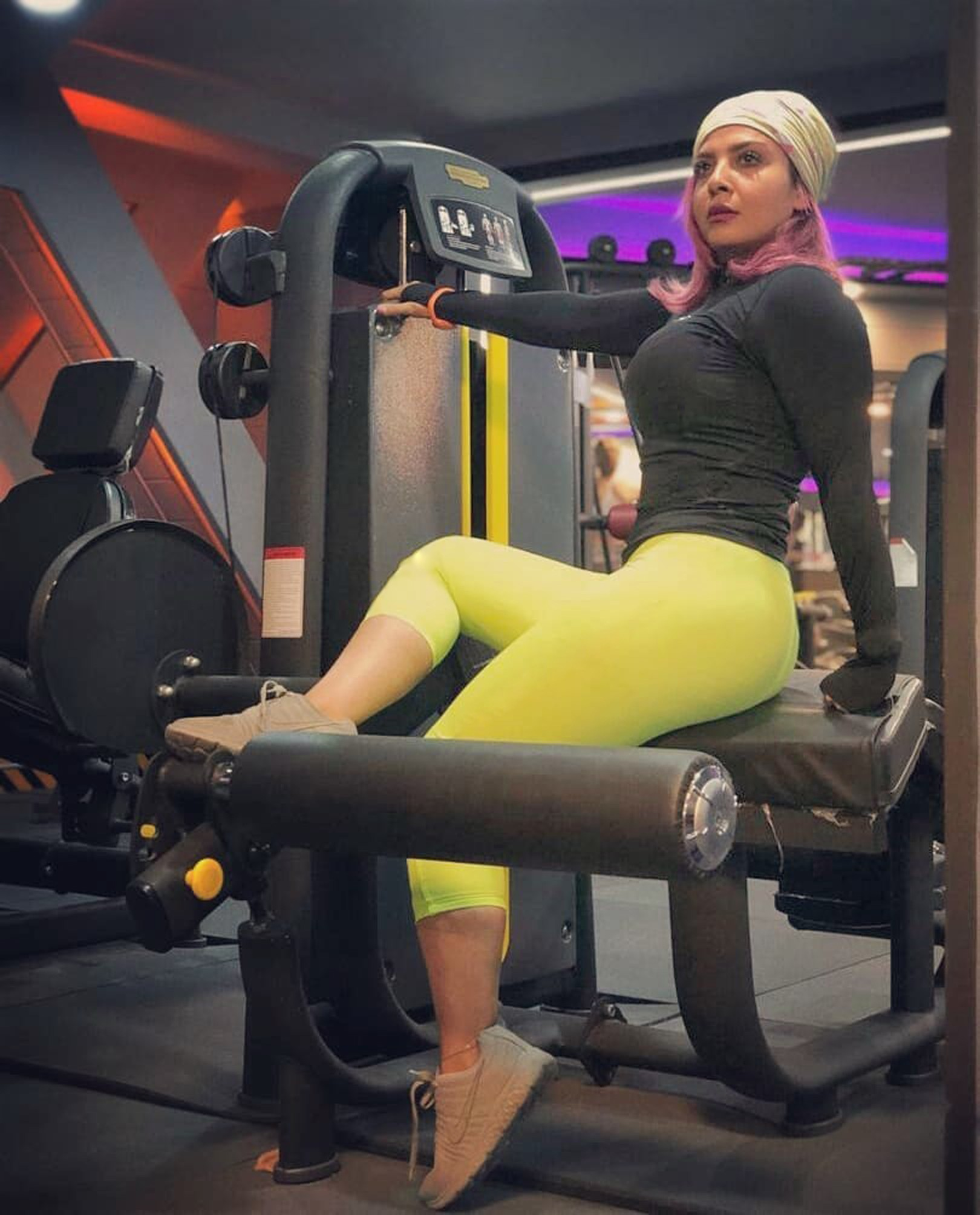
Fitnes

El fitness és l'exercici físic fet per mantenir un correcte estat de salut. Recull l'ideal grec de la 'kalokagatia', o síntesi del bo i el bell.
En l'actualitat el fitnes implica múltiples factors que es poden resumir en l'ideal grec perfectament: una millora de la condició física en general amb la seva consegüent resposta en l'apartat de l'aspecte físic, i tot això a través d'un sistema d'entrenament individualitzat, d'una adequada nutrició i un descans apropiat.
L'objectiu del fitnes és la salut, perquè la mateixa condició física implica salut de forma directament proporcional. L'entrenament en fitnes té com a objectiu el desenvolupament integral de totes les qualitats físiques del subjecte: un entrenament cardiovascular per a desenvolupar el sistema cardiorespiratori, un entrenament amb càrregues i de flexibilitat i elasticitat per a potenciar el sistema neuromuscular, tot això acompanyat d'una alimentació correcta i equilibrada i, en cas necessari, de la suplementació apropiada per a cada cas en particular.

## Diferències amb el culturisme
El fitness es sol confondre amb el culturisme, que tot i tenir certes similituds, es diferencien principalment en els fins previstos:
- El fitness algunes vegades està destinat a la pèrdua de greix corporal. En canvi en el culturisme cal l'augment de la massa corporal (hipertròfia muscular).
- Les rutines de fitness consisteixen en exercicis aeròbics combinats amb anaeròbics, mentre que en el culturisme principalment són exercicis anaeròbics de força. També varien el temps, les repeticions, la intensitat, tipus d'exercicis i la planificació de les rutines.
- El fitness consisteix en la millora de el cos per entrenar els músculs, hi ha moltes diferències entre el fitness i el culturisme o fisioculturismo. El culturisme se centra en la millora dels músculs.